# Kerk van Bagsværd
De Kerk van Bagsværd is de lutherse parochiekerk in Bagsværd, een voorstad van de Deense hoofdstad Kopenhagen.

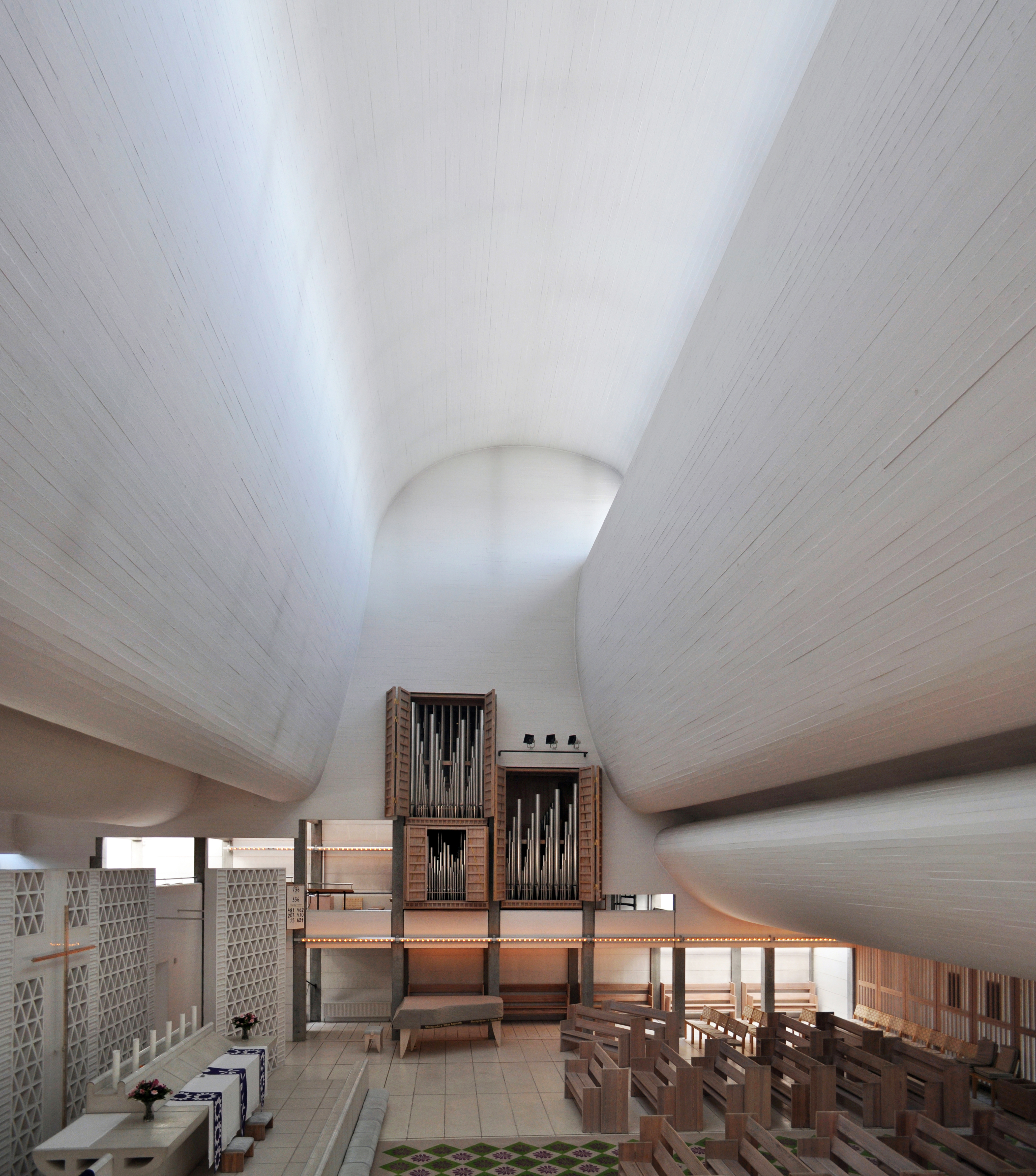
Interieur

## Geschiedenis en beschrijving
Het kerkgebouw werd door de Deense architect Jørn Utzon ontworpen en in de periode 1973-1976 gebouwd.
Jørn Utzon ontwierp een gebouw die het kritisch regionalisme vertegenwoordigt, een stroming in de architectuur die het modernisme en traditionalisme probeert te verenigen.
Het strenge uiterlijk van de kerk staat in contract met de dynamische architectuur van het interieur. Het dak bestaat uit geprefabriceerde gewelven van staalbeton.